# El Cortezo
El Cortezo es un corregimiento ubicado en el distrito de Tonosí en la provincia panameña de Los Santos. En el año 2010 tenía una población de 662 habitantes y una densidad poblacional de 4,5 personas por km².

## Geografía física
De acuerdo con los datos del INEC el corregimiento posee un área de 150,0 km².

## Demografía
De acuerdo con el censo del año 2010, el corregimiento tenía una población de unos 662 habitantes. La densidad poblacional era de 4,4 habitantes por km². 